# Gaston Milhaud
Gaston Milhaud (Nîmes, 1858 – Parigi, 1918) è stato un filosofo e epistemologo francese.

## Biografia
Sviluppò una rigorosa critica dello scientismo e lodò la spontaneità razionale nella ricerca scientifica.

## Opere
- 1893 : Leçons sur les origines de la science grecque, Paris, F.Alcan.
- 1894 : Num Cartesii methodus tantum valeat in suo opere illustrando quantum ipse senserit, thesim Facultati litterarum parisiensi, Montpellier, C. Coulet.
- 1898 : Essai sur les conditions et les limites de la certitude logique, deuxième édition revue, Paris, F.Alcan.
- 1898 : Le rationnel : études complémentaires à l'"Essai sur la certitude logique", Paris, "Bibliothèque de philosophie contemporaine", F.Alcan.
- 1900 : Les philosophes géomètres de la Grèce. Platon et ses prédécesseurs, Vrin, 1934.
- 1906 : Paul Tannery, Paris.
- 1911 : Nouvelles études sur l'histoire de la pensée scientifique
- 1921 : Descartes savant, Paris, "Bibliothèque de philosophie contemporaine", F.Alcan.
- 1927 : La philosophie de Charles Renouvier, Paris, Librairie philosophique J. Vrin, "Bibliothèque d'histoire de la philosophie".
- 1927 : Étude sur  Cournot, Paris, Librairie philosophique J. Vrin, "Bibliothèque d'histoire de la philosophie".